# A sógun (regény)
A sógun James Clavell 1975-ben megjelent regénye, az író Ázsia-saga néven ismert sorozatának kiadási sorrendben harmadik, kronológia szempontjából első kötete. A feudális Japánban játszódó történet a Tokugava Iejaszu sógunról mintázott kitalált karakter, Josi Toranaga daimjó felemelkedését követi nyomon a sógunátusban, néhány hónappal az 1600-as szekigaharai csata előtt. Az események a  William Adams ihlette angol tengerész, John Blackthorne, japán nevén Andzsin (azaz  "navigátor") szemén keresztül kerülnek bemutatásra.

## Cselekmény
A feudális Japánban uralkodó ingatag béke idején járunk, 1600-ban. A taikó (uralkodó) túl fiatal, így az öt legerősebb daimjó (földesúr) uralkodik régenstanácsként. Mind Portugália, a maga széles tengeri hatalmával, mind a katolikus egyház - főként a jezsuiták rendjének segítségével - teret nyert magának Japánban, a saját erejének kiterjesztése érdekében. De a japán társadalom elzárkózó és idegengyűlölő volt. A fegyverek és Európa modern katonai fejlettségét újszerűnek és veszélyesnek tartották Japánban, a tradicionális szamuráj harcos kultúrához képest.
A holland Erasmus hadihajón szolgáló John Blackthorne az első angol navigátorként jut el Japánba. Az angolok és hollandok célja, hogy meggyengítsék a japán-portugál nemzetközi kapcsolatot, és megerősítsék a sajátjukat Japánnal egy esetleges kereskedelmi és katonai szövetségen keresztül.
Az Erasmus egy vihar következtében szerencsétlenséget szenved, és Andzsiro falu partján ér partot. Blackthorne és a többi túlélő a helyi szamuráj, Kaszigi Omi fogságába kerül, amíg a szamuráj hűbérura és egyben nagybátyja, Kaszigi Jabu meg nem érkezik. Jabu kalózkodással vádolja Blackthorne-ékat, egy jezsuita szerzetes tolmácsol köztük. Blackthorne elveszíti a pert, megtámadja a jezsuita papot, majd letépi annak keresztjét a nyakából. Ezzel mutatja meg a daimjónak, hogy a szerzetes az ellensége. A japánok, akik csak a kereszténység katolikus formáját ismerik, megdöbbennek a gesztus láttán. Jabu halálra ítéli Blackthorne-t és legénységét. Azonban Omi, aki elmés tanácsosnak bizonyul, meggyőzi Jabut, hogy kegyelmezzen Blackthorne-éknak, annak érdekében, hogy többet lehessen megtudni az európai kultúráról.
Omi ezután tömlöcbe vetéssel akarja megszelídíteni őket, és Jabu úr parancsa szerint felszólítja őket, hogy válasszanak ki maguk közül egyvalakit Blackthorne-on kívül, akit kivégeznek, így a többiek életben maradhatnak. Blackthorne és csapatával ellenáll, Omi azonban könnyen megfélemlíti őket. Az egyik tengerészt végül elevenen megfőzik, Jabu úr nagy elégedettségére, aki örömét leli a matróz haláltusájában. 
A legénysége megmentése érdekében Blackthorne megadja magát a japán fennhatóságnak. Őt magát egy rendes házban szállásolják el, a legénységét azonban továbbra is tömlöcben hagyják, ezzel biztosítva a kapitány alárendelt helyzetét. Omi tanácsára Jabu az Erasmus, valamint a maradék fegyver és pénz elkobzását tervezi, azonban ez a régenstanács elnöke, Toranaga úrnak fülébe jut. Toranaga elküldi parancsnokát, a ,,Vasököl” Toda Hiromacu parancsnokot, hogy ő foglaltassa le az Erasmust a legénységével, hogy ezzel is előnyt szerezzen Toranaga a fő riválisával, Isidóval szemben.
Blackthorne azért kapja a navigátor jelentésű Andzsin becenevet, mert a japánoknak nehezére esik kiejteni a valódi nevét. Blackthorne azonban elvárja tőlük az alapvető emberi tiszteletet, mint ami Ominak is kijár, így Andzsin-szannak, azaz Navigátor úrnak kezdik szólítani.
Hiromacu tulajdonába veszi az Erasmust és magával viszi Blackthorne-t és Jabut az ószakai várba, Isido főhadiszállására. Toranaga egyik gályájával utaznak, amit a portugál Vasco Rodrigues kormányoz. Blackthorne és Rodrigues egyfajta rivalizáló barátokká válnak, attól függetlenül, hogy tartják egymástól a távolságot a nemzeti és vallási ellenérzéseik miatt. Rodrigues megpróbálja megölni Blackthorne-t egy vihar alkalmával. Előreküldi Blackthorne-t, épp mikor a legnagyobb hullám átcsap a fedélzeten, de ő maga zuhan le a tengerbe egy másik hullámnak köszönhetően. Blackthorne nem csak megmenti Rodriguest, de biztonságosan el is kormányozza a hajót Ószakába minden utasával együtt.
Ószakában Blackthorne-t a jezsuita Martin Alvito atya segítségével kérdezi ki Toranaga, ami veszélyt jelent Blackthorne számára, mert Alvito körmönfont, és magas pozíciót tölt be a jezsuita hierarchián belül. Blackthorne követeli, hogy Alvito mondja el Toranagának, hogy a pap és ő ellenségek. Angol protestánsként, Blackthorne megpróbálja Toranagát a jezsuiták ellen fordítani. Elmondja a meglepődött Toranagának, hogy a kereszténység nem csak a jezsuitákból áll, és mostantól több európai ország szeretne befolyást szerezni az ázsiai vizeken, hiszen a spanyol armadát legyőzték. Noha mind politikai, mind vallási szempontból ellenségek, Alvitót eskü köti, hogy lefordítsa Blackthorne szavait.
A kihallgatásnak hirtelen vége szakad, amikor Isido belép a terembe, a barbár, azaz Blackthorne után érdeklődve. Toranaga tömlöcbe veti Blackthorne-t, hogy egyfajta cselként így védje meg őt Isidótól.
Blackthorne összebarátkozik egy ferences szerzetessel, aki még több részletet oszt meg vele a jezsuita hadjáratokról és arról a portugál Fekete Hajóról, ami minden évben busás hasznot hoz a helyi selyem otthon Európában való eladásából. Megtanul alapfokon beszélni japánul, és tanul a kultúrájukról is. Blackthorne-t elrabolnák a fogságból Isido emberei, de Toranaga közbelép, újfent elkapva Blackthorne-t, ezzel megszégyenítve Isidót.
A következő kihallgatás során Blackthorne-nak már Mariko úrnő fordít. Ő hittérített keresztény, akiben harcol az új hite és szamuráj hűsége Toranaga felé. Ezen a második kihallgatáson Toranaga nem hisz Blackthorne-nak, mikor az felfedi, hogy Portugália szabad kezet kapott a pápától, hogy elfoglalja Japán területét, és hogy miként hódítaná meg Spanyolország és Portugália az Új Világot a katolikus vallás terjesztésével az Egyház nevében.
Blackthorne ellen sikertelen merényletet követ el az Amida Tong az ószakai várban, egy olyan szervezet, melynek tagjai egész életükben a tökéletes gyilkolásra edzettek. Miután leszámolt a bérgyilkossal, Toranaga kihallgatásra hívja Jabut a következő napon, mivel Hiromacu szerint egyedül Jabu tudja, hogyan béreljen fel egy Amida Tong bérgyilkost. Jabu őszinte, de elkerülő stratégiát folytat a tárgyalás folytán, így még inkább táplálja Toranaga bizalmatlanságát iránta. Elhangzik, hogy talán a jezsuiták bérelték fel a gyilkost Blackthorne megölésére, hogy megakadályozzák abban, hogy bármit is elmondjon Toranagának.
A Régenstanács előtti tárgyalások rossz irányt vesznek, Toranagát szeppukuval fenyegetik. Hogy megmeneküljön az ítélet elől, kilép a tanácsból, és egy ágyasa álruhájában elhagyja a várat egy gyaloghintón, egy csapat utazóval. Blackthorne meglátja a cserét, és mikor Isido megjelenik és majdnem leleplezi Toranagát, Blackthorne őrültséget tettetve eltereli Isido és az őrök figyelmét. Így szépen lassan elnyeri Toranaga bizalmát és szolgálatába lép. Toranaga visszalépése azért is történt, hogy a Tanács megbénuljon, hiszen minden döntéshez öt régens szükségeltetik, és egy új kinevezésnek politikailag kicsi az esélye. Toranaga csapata eléri a kikötőt, de a hajójukat eltorlaszolták Isido hajói. Azonban Blackthorne tanácsára megkérnek egy portugál hajót, hogy ágyúval lőjék ki a hajóblokádot, de ezért cserébe a portugál jezsuiták, felismerve azt a veszélyt, hogy egy protestáns navigátor vezeti a hajót Toranaga mellett, azt kérik cserébe, hogy Blackthorne-t letartóztathassák. Toranaga beleegyezik, így a hajó megtisztítja az utat előttük. A portugál hajó kapitánya, Rodrigues visszaadja adósságát Blackthorne-nek azzal, hogy ledobatja őt a fedélzetről, így megadva neki az esélyt, hogy visszamásszon Toronaga hajójának fedélzetére. Toranaga hajója a portugál hajó mellett maradva menekül meg, átszlalomozva az ellenséges hajók közötti résen a portugál hajóval egyetemben. Toranaga és kísérői végül visszamennek saját hajójukra, ami végül visszamegy Andzsiróba.
Blackthorne lassan kiépíti japán nyelvi készségeit, és megérti a japán embereket és a kultúrájukat, így végül megtanulja tisztelni is őket. A japánok viszont felháborodnak Blackthorne jelenléte miatt; kívülállóként, egy erkölcstelenül mocskos és barbár csőcselék tagjaként tekintenek rá, aki viszont nagyszerű tengerész és navigátor is egyben. Így egyszerre nézik le őt mélységesen és tartják felbecsülhetetlenül értékesnek. Fordulópontnak számít Blackthorne próbálkozása a szeppukuval, mikor rájön, hogy Jabu halállal fenyegette meg a parasztokat, ha ő nem tanul meg japánul hat hónap alatt. A szeppukuval megmutatná, hogy hajlandó odaadni akár saját életét is az övékéért cserébe, még a keresztény hite által elítélt öngyilkosság vállalásával is. A japánok megakadályozzák őt ebben, hiszen Blackthorne többet ér élve, és egyben elkezdik tisztelni is. Ezek után mikor Blackthorne megmenti Toranaga életét egy földrengés során, elnyeri a szamuráj és a hatamoto rangot is. Blackthorne egyre több időt tölt együtt Marikóval, akit mélyen tisztelni kezd, majd titokban egymásba is szeretnek.
Blackthorne gyötrődve próbál választani Mariko iránti vonzalma (aki egy hatalommal bíró, bántalmazó és veszélyes szamuráj, Buntaro felesége), Toranaga iránti erősödő hűsége, és az Erasmusszal a nyílt tengeren elfogni vágyott Fekete Hajóért való hajózásának vágya között. Végül is felkeresi a régi legénysége tagjait Jedóban, és megrökönyödik a felismeréstől, hogy mennyire messze tévedt az átlagos európai életviteltől, amit most már ő is mocskosnak, visszataszítónak és nemtörődömnek tart. Blackthorne terve, hogy megtámadja a Fekete Hajót, komplikáltabbá válik, ugyanis megtudja, hogy az általa barátnak tartott és tisztelt Rodrigues az idei Fekete Hajó kapitánya. Így hát tengeren visszatér legénysége egyik tagja és megannyi szamuráj kíséretében Ószakába.
Ezzel a cselekménnyel párhuzamosan a regény bemutatja az intenzív hatalmi harcokat Toranaga és Isido között, és a katolikusok általi politikai manőverezéseket. Konfliktusban állnak a keresztény daimjók, akik részben a vallásuk megtartásában és terjesztésében is motiváltak, és azok a daimjók is, akik a keresztényeket külföldi babonás hiedelmek hívőinek és egy barbár és manipulatív kultúra képviselőinek tartják.
Isido más daimjók családtagjait tartja fogva Ószakában, akikre vendégként hivatkozik. Amíg ezek a foglyok nála vannak, a többi daimjó, Toranagát is beleértve, nem meri őt megtámadni. Habár ezt Toranaga nem látta előre, időközben a Tanács választott egy új régenst helyette. Isido szeretné odacsalni vagy odakényszeríteni Toranagát a várba, és az összes régens előtt kikövetelni a szeppukut Toranagától. Hogy kimentse Toranagát ebből a kellemetlen helyzetből, Mariko elémegy valószínűsíthető saját halálának az ószakai várba, hogy szembenézzen Isidóval és megszerezze a foglyok szabadságát.
A várban Mariko (Toranaga utasítása szerint) Isido ellen fordul és ráveszi őt, hogy árulja el önmagát és vallja be, hogy fogvatartja a szamuráj családokat, vagy hogy lépjen hátra és csendben engedje el őket. Amikor Mariko próbál eleget tenni Toranaga parancsainak, és elhagyná a várat, harc kezdődik Isido szamurájai és Mariko kísérői között. Végül Mariko képtelen távozni. Azonban ekkor Mariko kijelenti, hogy nem szegülhet ellen ura, Toranaga parancsainak, nem mocskolhatja be a tekintélyét, és inkább szeppukut követ el. Amikor már éppen megtenné, Isido megadja neki az engedélyt, hogy elhagyja a várat. De aznap éjszaka, Isido által bérelt nindzsák besurrannak Toranaga hálókörzetébe, hogy Jabu segítségével elrabolják Marikót. Azonban Mariko és Blackthorne, valamint Toranga többi ágyasa bemenekülnek egy zárt szobába. Amikor egy nindzsa megpróbálja felrobbantani az ajtót, Mariko az ajtóhoz áll, hogy tiltakozásképp így végezzen magával.
Mariko meghal és Blackthorne megsérül (egy időre elveszíti a látását), de Isido arra kényszerül, hogy elengedje Blackthorne-t és az összes többi fogvatartottat, ezzel nagyban gyengítve saját befolyását. Blackthorne meghallja a hírt, hogy a hajóját leégették, elvéve tőle az esélyt, hogy megtámadja a Fekete Hajót, hogy meggazdagodjon, és hogy újra visszahajózzon Angliába. Azonban Mariko hagyott neki hátra pénzt, és Toranaga ellátja őt emberekkel egy új hajó építéséhez. Toranaga megparancsolja Jabunak, akiről kiderül, hogy segédkezett a merényletben, hogy árulásáért kövessen el öngyilkosságot. Jabu méltóságteljesen engedelmeskedik, és saját kardját (amit Toranagától kapott) neki adja Blackthorne-nak, mondván senki más nem érdemli meg ezt a pengét.
A regény visszatérő motívuma, mikor Toranaga vadászaton vesz részt. Azon töpreng, melyik vazallusa melyik ragadozómadár-fajtához hasonlít, és hogy melyiket milyen zsákmányra röptesse rá. Az utolsó fejezetben Toronaga szabadon engedi vándorsólymát, miközben eddigi tettein és jövőbeni tervein gondolkodik: ő maga parancsolta, hogy gyújtsák fel Blackthorne hajóját, hogy megbékítse a keresztény daimjókat, így megmentve Blackthorne életét, és egyben maga mellé is állítva őket Isido ellen. Ezután ő ösztönözte Blackthorne-t hogy építsen másik hajót, és azt is leégettetné. Blackthorne karmája, hogy soha ne hagyja el Japánt. Marikóé, hogy apját megbosszulva méltóságteljesen haljon meg, a sajátja pedig az, hogy sógun legyen. A regény végi rövid epilógusban a szekigaharai csata utáni Isidót legnagyobb szégyenére élve fogják el. Egy több évtizeddel ezelőtti jövendőmondás alapján, miszerint Isido „megéri az öregkort mint a birodalom leghíresebb hadvezére, lába erősen áll majd a földön”, Toronaga nyakig beásatja őt a földbe az ószakai eta faluban, felszólítva az arra járókat, hogy egy bambuszfűrészt húzzanak végig a birodalom leghíresebb nyakán. Isido három napig szenvedett, és mire meghalt, megöregedett.

## Szereplők
A regény szereplői közül sokan történelmi személyeknek feleltethetők meg:
- Josi Toranaga – Tokugava Iejaszu (1543–1616)
- Josi Szudara – Tokugava Hidetada (1579–1632)
- Josi Naga – Takeda Nobujosi (1583–1603)
- Isido – Isida Micunari (1561–1600)
- Ocsiba – Jodo-dono (1569–1615)
- Jaemon – Tojotomi Hidejori (1593–1615)
- John Blackthorne – Miura Anjin / William Adams (1564–1620)
- Vinck – Jan Joosten van Lodensteijn (1560–1623)
- Toda Mariko – Hoszokava Grácia (1563–1600)
- „Vasököl” Toda Hiromacu – Hoszokava Fudzsitaka (1534–1610) és Honda Maszanobu (1538-1616)[1]
- Toda Buntaro – Hoszokava Tadaoki (1563–1646)
- Toda Szarudzsi – Hoszokava Tadatosi (1586–1641)
- Goroda – Oda Nobunaga (1534–1582)
- Nakamura - Tojotomi Hidejosi (1536–1598)
- Akecsi Dzsinszai – Akecsi Micuhide (1528–1582)
- Martin Alvito – João Rodrigues (1561–1633)

## Magyarul
- A sógun, 1-2.; ford., utószó Gy. Horváth László; Árkádia, Bp., 1987
- A sógun; ford. Gy. Horváth László; 2. jav. kiad.; Könyvmolyképző, Szeged, 2016

A magyar kiadásokhoz írott utószavában a fordító Gy. Horváth László nagyon szerencsés kézzel és kitűnő japán kultúrtörténeti ismeretekkel tisztázza a regény szereplőinek és a történetnek a valós eseményekhez és történelmi személyiségekhez való viszonyát.

## Fordítás
- Ez a szócikk részben vagy egészben  a   Shōgun (novel) című angol Wikipédia-szócikk fordításán alapul.  Az eredeti cikk szerkesztőit annak laptörténete sorolja fel. Ez a jelzés csupán a megfogalmazás eredetét és a szerzői jogokat jelzi, nem szolgál a cikkben szereplő információk forrásmegjelöléseként.